# Naturvidenskabelig metode
Det er et åbent spørgsmål om der findes én eller flere forskellige naturvidenskabelige metoder og om den naturvidenskabelige metode også gælder for humaniora og samfundsvidenskab, jf. videnskabelig metode.
Der er enighed om at empirisk forskning, matematik og eksperimenter er centrale elementer i naturvidenskabelig forskning. Der har været en tendens til at generalisere fysikkens metoder som idealer, men kritiske røster har peget på at naturvidenskab ikke blot er eksperimentel forskning, men også naturhistorisk forskning, som bygger på andre metodeidealer.